# Cédula de mil cruzeiros
A cédula de 1000 cruzeiros foi uma cédula brasileira emitida pelo Banco Central do Brasil durante o padrão monetário conhecido como cruzeiro, vigente de 16 de março de 1990 a 31 de julho de 1993. Ela circulou até a substituição do padrão monetário pelo cruzeiro real.

## Contexto histórico e econômico
A emissão da nota de 1000 cruzeiros ocorreu em um período de inflação elevada, característico dos primeiros anos da década de 1990. Valores nominais elevados eram comuns è época no país, e a cédula possuía valor intermediário dentro do sistema monetário daquele período.

## Descrição
No anverso, a cédula apresenta o retrato do Marechal Cândido Rondon (1865–1958), acompanhado de uma estação telegráfica, elementos de floresta e um mapa do Brasil e da América do Sul. O reverso, por sua vez, exibe um casal de índios Carajás, ladeado por alimentos e por uma habitação do povo Nhambiquara, compondo um conjunto que simboliza a diversidade cultural indígena brasileira. As figuras indígenas retratadas são Jijukè e Koixaru Karajá.
A cédula foi impressa pela Casa da Moeda do Brasil, com dimensões aproximadas de 140 mm × 65 mm, e traz as assinaturas da ministra da Economia, Zélia Cardoso de Mello, e do presidente do Banco Central, Ibrahim Éris.

## Representatividade cultural
A nota de 1000 cruzeiros foi a segundacédula brasileira a homenagear povos indígenas no reverso, um marco de reconhecimento da diversidade cultural do país. No ano de 1962, um indígena já havia estampado a nota de 5 cruzeiros. Durante muitos anos, a identidade das figuras retratadas permaneceu desconhecida. Somente posteriormente foi confirmada a ligação com a líder indígena Jijukè, do povo Karajá, da Aldeia Karajá Santa Isabel do Morro. Jijukè faleceu em 11 de agosto de 2025, e sua imagem na nota tornou-se símbolo nacional de reconhecimento dos povos originários.

## Valor colecionável
Atualmente fora de circulação, a cédula é considerada item de interesse numismático. Dependendo do estado de conservação, seu valor no mercado de colecionadores pode chegar a R$ 1 000,00.